# Last Look at Eden
Last Look at Eden è l'ottavo album in studio del gruppo musicale svedese Europe, pubblicato in Svezia il 9 settembre 2009 dalla Universal, mentre nel Regno Unito il 14 settembre dall'etichetta internazionale della Edel Music la earMUSIC.
L'album, anticipato dal singolo Last Look at Eden, è stato pubblicato in almeno tre diverse edizioni, è stato seguito anche dalla pubblicazione di un secondo singolo New love in Town, una power ballad pubblicata nel settembre del 2009.

## Tracce
}
1. "Prelude" (Joey Tempest, Mic Michaeli, Tobias Lindell) – 0:52
2. "Last Look at Eden" (Joey Tempest, Andreas Carlsson, Europe) – 3:55
3. "Gonna Get Ready" (Joey Tempest, Andreas Carlsson, Europe) – 3:35
4. "Catch That Plane" (Joey Tempest, Europe) – 4:46
5. "New Love in Town" (Joey Tempest, Mic Michaeli, Andreas Carlsson, Europe) – 3:33
6. "The Beast" (Joey Tempest, John Levén, Europe) – 3:23
7. "Mojito Girl" (Joey Tempest, Europe) – 3:44
8. "No Stone Unturned" (Joey Tempest, Europe) – 4:48
9. "Only Young Twice" (Joey Tempest, John Norum, Europe) – 3:51
10. "U Devil U" (Joey Tempest, Europe) – 4:10
11. "Run with the Angels" (Joey Tempest, John Norum, Mic Michaeli, Europe) – 4:03
12. "In My Time" (Joey Tempest, Andreas Carlsson, Europe) – 6:15

### Bonus Tracks
- Limited Edition

1. "Yesterday's News" [live] (Joey Tempest, Kee Marcello, John Levén, Mic Michaeli, Ian Haugland)
2. "Wake Up Call" [live] (Joey Tempest, John Norum)

- Collector's Edition

1. "Sign of the Times" [live] (Joey Tempest)
2. "Start from the Dark" [live] (Joey Tempest, John Norum)

- Japanese Edition

1. "Scream of Anger" [live] (Joey Tempest, Marcel Jacob)

## Formazione
- Joey Tempest - voce
- John Norum - chitarre
- John Levén - basso
- Mic Michaeli - tastiere
- Ian Haugland - percussioni

### Produzione
- Europe, Tobias Lindell - produttore
- Tobias Lindell - mixaggio
- Tobias Lindell – ingegnere del suono
- Vlado Meller – masterizzazione
- Dimitrios Dimitriadis - artwork

## Classifiche musicali
- Svezia: 1°
- Svizzera: 29°
- Germania: 31°
- Italia: 37°
- Francia: 86°